# Berengaudus

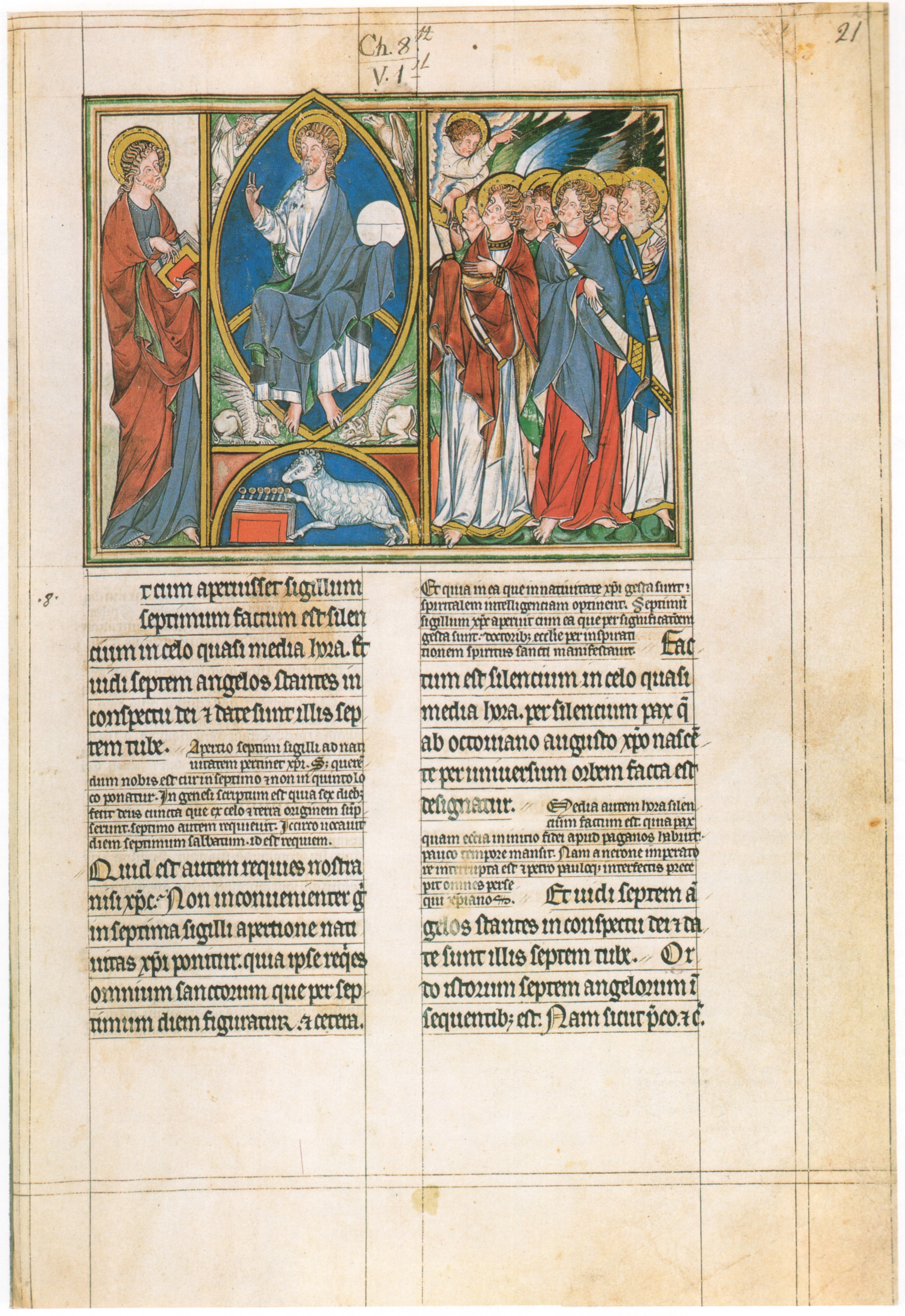
En aquesta pàgina del Douce Apocalipsi, c. 1270, la lletra petita tradueix (al francès) el text del comentari de Berengaudus, al costat el text llatí

Berengaudus (840–892) va ser un monjo benedictí, suposat autor de l'Expositio super septem visions libri Apocalypsis, un comentari llatí del Llibre de la Revelació. Tradicionalment se l'ha suposat monjo de l'Abadia de Ferrières, en temps de Lupus Servatus. Però aquesta atribució ha estat qüestionada, ja que l'Expositio seria més tardana, cap al segle xii, en què va ser molt difosa en forma de manuscrit. Va ser impresa dins de la Patrologia Llatina vol. XVII per Ambròs, segons una atribució de Cuthbert Tunstall.

## Data de l'Expositio
S'ha argumentat, recentment, que encara que la data de l'Expositio no es pot fixar amb certesa, es pot assegurar que està més a prop del segle xii que del segle ix. Però també s'ha dit que "Berengaudus" era contemporani d'Anselm de Laon, per la qual cosa seria una mica anterior, ca. 1040. Finalment Visser va argumentar, per la familiaritat en els comentaris de Haimo d'Auxerre, i una evidència interna d'uns versos acròstics, que la identificació tradicional seria vàlida.